# Al Mahrah
Al Mahrah is een gouvernement (provincie) in Jemen.
Al Mahrah telt 89.093 inwoners op een oppervlakte van 67.310 km². Het gouvernement bestaat uit het grondgebied van het voormalige Sultanaat Mahra.
Abyan · Aden · Ad Dali' · Al Bayda' · Al Hudaydah · Al Jawf · Al Mahrah · Al Mahwit · 'Amran · Dhamar · Hadramaut · Hajjah · Ibb · Lahij · Ma'rib · Raymah · Sa'dah · Sanaa (stad) · Sanaa (gouvernement) · Shabwah · Socotra · Ta'izz